# Črna na Koroškem
Črna na Koroškem este o localitate din comuna Črna na Koroškem, Slovenia, cu o populație de 2.341 de locuitori.